# Esicasmo
L'esicasmo o esichia (dal greco ἡσυχασμός hesychasmos, da ἡσυχία hesychia, "calma", "pace", "tranquillità", "assenza di preoccupazione") è una dottrina e pratica ascetica diffusa tra i monaci dell'Oriente cristiano fin dai tempi dei Padri del deserto (IV secolo).
Scopo dell'esicasmo è la ricerca della pace interiore, in unione con Dio e in armonia con il creato.

## Origini della pratica
Divulgata da Evagrio Pontico (IV secolo) e da altri maestri spirituali, tra cui nel VI secolo spicca Giovanni Climaco autore della Scala del Paradiso, la pratica dell'esicasmo è ancora viva sul Monte Athos e in altri monasteri ortodossi. Sull'Athos essa ricevette un impulso decisivo dall'opera di Gregorio Palamas (morto nel 1359) e nei secoli successivi dagli scritti di teologi e mistici raccolti nella Filocalia.

## Descrizione della pratica
Gli esicasti praticano la cosiddetta preghiera di Gesù o preghiera del cuore, che consiste nella ripetizione incessante della stessa formula, secondo il ritmo del respiro ("Signore Gesù Cristo, figlio di Dio, abbi pietà di me peccatore" in greco Κύριε Ἰησοῦ Χριστέ, Υἱὲ Θεοῦ, ἐλέησόν με τὸν ἀμαρτωλόν [Kyrie Jesù Christé, Üié Theù, eléisòn me tòn amartolòn]). Poiché tale preghiera - resa celebre dai Racconti di un pellegrino russo di un anonimo del XIX secolo –, era spesso compiuta con la testa reclinata sul petto, gli esicasti furono accusati dai loro avversari – in particolare dal monaco Barlaam (XIV secolo) – di praticare l'onfaloscopia, ossia la contemplazione del proprio ombelico.
«Esicasta», scrive Giovanni Climaco, «è colui che cerca di circoscrivere l'incorporeo nel corporeo... La cella dell'esicasta sono i limiti stessi del suo corpo: al suo interno c'è una dimora di sapienza». Ma la descrizione più dettagliata della "preghiera del cuore" è contenuta in uno scritto anonimo, probabilmente opera di un monaco dell'CP, Niceforo il Solitario (XIV secolo): il Metodo della preghiera e dell'attenzione sacre. In questo testo – noto in tutto l'Oriente cristiano semplicemente come Methodos – si raccomanda di rifugiarsi in un luogo solitario e tranquillo e di concentrarsi, senza lasciarsi distrarre da pensieri vani: «Posa il tuo mento sul petto, sii attento a te stesso con la tua intelligenza e i tuoi occhi sensibili. Trattieni il respiro il tempo necessario perché la tua intelligenza trovi il luogo del cuore e vi resti integralmente. All'inizio tutto ti sembrerà tenebroso e molto duro, ma col tempo e con l'esercizio quotidiano scoprirai in te una gioia continua».

## Accusa di eresia, dibattito teologico
Tale dottrina mistica provocò forti contrasti nell'Impero bizantino intorno al XIV secolo. Il contrasto, che ebbe anche implicazioni politiche, divise i capi religiosi dell'impero per almeno dieci anni (1341-1351 ca.), contribuendo poi ad indebolirlo sul fronte turco.
Considerata come pienamente ortodossa da molti maestri e uomini della Chiesa, tale pratica spirituale - una forma di meditazione cristiana - ha influenzato il rinnovamento monastico in tutto l'Oriente cristiano e in particolare nel mondo slavo.

### L'esicasmo nella narrativa contemporanea
- Valerio Evangelisti, La luce di Orione, Milano, Mondadori, 2008.